# Chasm: The Rift
Chasm: The Rift (також відома як Chasm: The Shadow Zone) — відеогра в жанрі шутеру від першої особи, розроблена Action Forms і видана 1997 року GT Interactive Software, WizardWorks і Megamedia Corp. Action Forms пізніше розробила серію Carnivores. Гра мала конкурувати з Quake роком раніше після того, як GT Interactive втратила права видання на користь Activision, коли id Software підписала з останньою.

## Ігровий процес
Гравець бере роль неназваного морського піхотинця, завданням якого є спинити так званих «Timestrikers», мутантів, які вдираються до різних часових епох із метою захоплення Землі. Протягом виконання завдання він відвідує різні місця від військових баз у теперішньому до могил фараонів у давньому Єгипті. Всі рівні містять темні коридори, часто схожі на катакомби та склепи.
Однією з найпомітніших особливостей гри була можливість позбавляти ворогів кінцівок.

## Timestrikers
Timestrikers — іншопланетна фракція, що прагне захопити Землю. Використовуючи військову технологію й енергетичні витоки, вони можуть вдиратися до різних часових епох.
Військовики, здається, вже знали про існування Timestrikers і спостерігали за ними. Проте, вони вірили, що це Timestrikers спричинювали масові енергетичні витоки по всіх військових базах, викликаючи тріщини та дозволяючи Timestrikers просочуватися до нашого виміру. Спочатку спробувавши захопити військову установу, вони мутували вартових і солдат, і додали їх до власних сил. Однак, їх відкинув морський піхотинець, який потім відстежував їх назад до Давнього Єгипту, де, здавалося, вони захоплять світ із минулого. Знову зазнавши невдачі, вони втекли до Середньовіччя, а після того повернулися до сучасності. Там останнього з Timestrikers було переможено, а світ урятовано.

## Додатковий вміст
Офіційне доповнення до гри додає три нові рівні разом із новими монстрами. Доповнення доступне для вільного завантаження з сайту розробника. Хоча роздрібний CD містить редактор рівнів, жодних відомих створених користувачами рівнів не було опубліковано онлайн.

## Критика
Chasm отримала змішані відгуки від критиків. Хоча вони відзначили, що Chasm мала кращу анімацію та більшу кількість деталей ворогів порівняно з Quake, відсутність справжнього 3D оточення залишала бажати кращого.